# Сіноїди

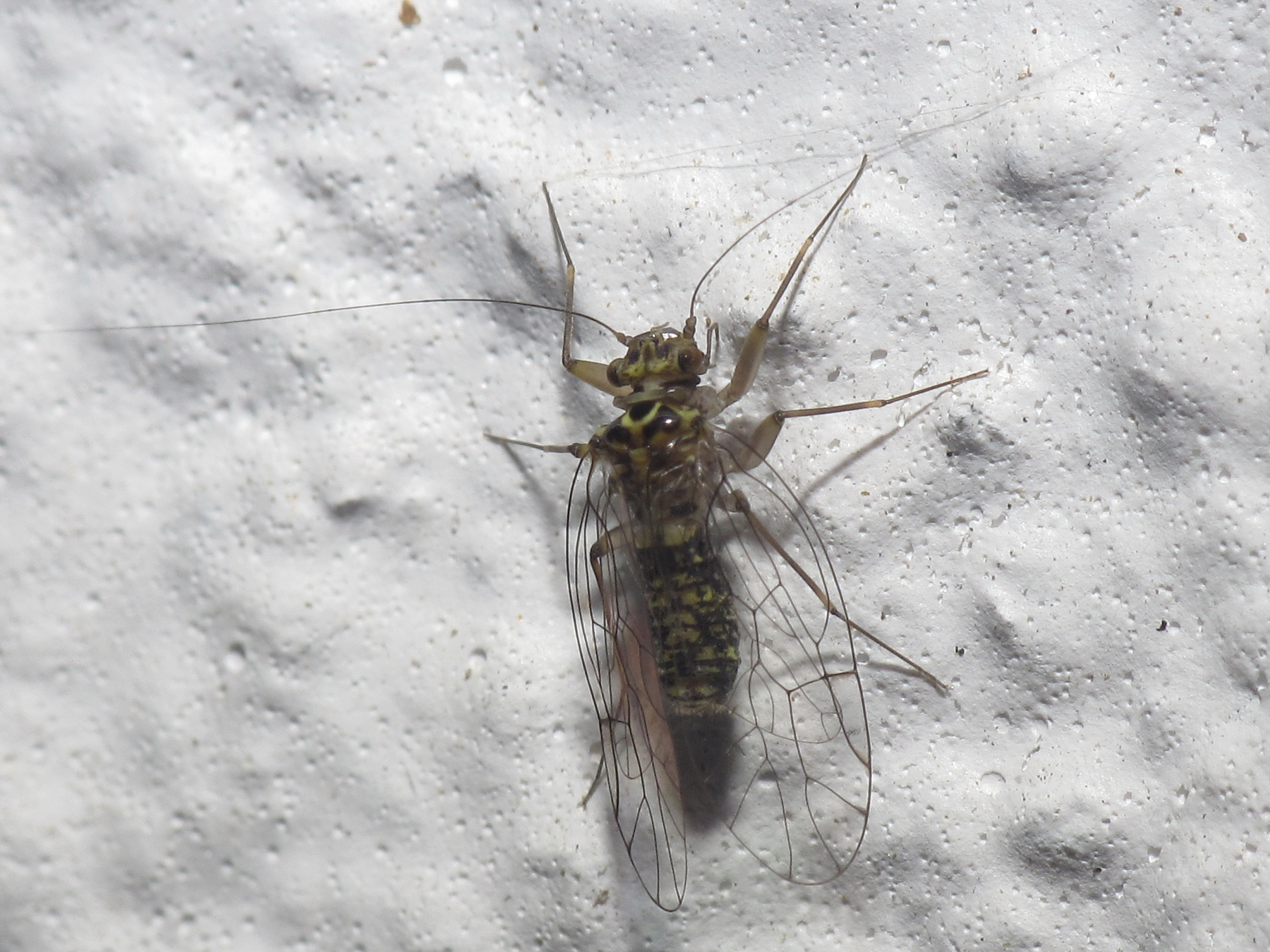
Невизначений сіноїд (Галісія, Іспанія).

Сіноїди, Щільняки, Гризки (лат. Psocoptera) — парафілетична група комах з  неповним перетворенням. Звичайно довжина тіла представників — 0,6-7 мм (до 10 мм — Thyrsophorus metallicus ). На даний час ученими описано 5732 види, включаючи 121 викопний вид (Zhang, 2013), більшість з яких живе в тропічних і субтропічних районах. У 2000-х роках було показано, що сіноїди перебувають у  парафілетичних відносинах з іншим традиційним рядом комах —  пухоїдами і вошами (Phthiraptera).

## Харчування
В основному сіноїди харчуються наземними зеленими водоростями, лишайниками, а також пліснявими та паразитичними грибами. Деякі з них харчуються органічними рештками, рослинної трухою, звідси і походить назва сіноїди. Рідше їжею їм служать живі тканини вищих рослин.

## Будова
Більшість сіноїдів мають дві пари перетинчастих крил, або безбарвних, або з темними плямами і перев'язами; друга пара крил завжди менша від першої, зі спрощеним жилкуванням. У спокої крила складаються дахоподібно на черевці. У ряду видів крила вкорочені або відсутні.
У сіноїдів спостерігається статевий диморфізм, що виражається в тому, що вусики самців більш густо вкриті волосками, а очі збільшені, майже кулясті. У деяких крилатих видів самки можуть бути короткокрилими або ж безкрилими.

## Місця проживання
Сіноїди широко поширені в  тропічних і  субтропічних країнах.
У лісах зустрічаються на стовбурах, гілках і листі дерев. Особливо приваблюють їх стовбури і гілки, вкриті лишайниками. Деякі види живуть у лісовій підстилці, в сухій траві і навіть під камінням. Зустрічаються види, що живуть у гніздах птахів і комах. Існують види сіноїдів, що зустрічаються в житлових приміщеннях — найпоширеніший їх представник, книжкова воша (Liposcelis divinatorius), пошкоджує книги,  гербарії та колекції комах.

## Розмноження
Більшість видів сіноїдів має кілька поколінь на рік, при цьому часто яйця можуть розвиватися без запліднення.

### Розвиток
Яйця по одному або невеликими купками відкладаються самками на листках, хвойних голках, тріщинах кори і інших подібних місцях. Кладки яєць покриваються або виділеннями прямої кишки, які, підсихаючи, утворюють невеликі лусочки, або легкої павутиною, що виділяється з рота, забезпеченого особливим прядильним апаратом (єдиний випадок виділення дорослою комахою павутини з рота).
Відкладені восени яйця зимують. Личинки, що вилуплюються навесні (за схожість їх називають «деревними вошами»), можуть об'єднуватися в «куліги», спільні павутинні гнізда або ж вести одиночний спосіб життя.

## Таксономія
Відомо близько 5700 видів, які поділяють на три підряди: Trogiomorpha, Troctomorpha і Psocomorpha. Останній включає 90% представників.

## Цікаво
У бразильських печерах виявлено чотири види комах із ряду сіноїдів з унікальним будовою статевих органів. У самок всіх чотирьох видів, що об'єднуються в рід Neotrogla, є великий копулятивний орган — «гіносома», — який вони використовують при спарюванні як пеніс. Сидячи на самцеві зверху, самка вводить гіносому у поглиблення на кінці його черевця, що нагадує вагіну. Копуляція триває надзвичайно довго (в середньому 52 години), причому самка міцно утримує самця за допомогою шипів на гіносомі. Мабуть, самка в ході копуляції отримує від самця поживні речовини, необхідні їй для успішного розмноження в сухих печерах, де єдина їжа для сіноїдів — послід і трупи кажанів. Часткова інверсія статевих ролей, пов'язана з високим чоловічим внеском у потомство, характерна для ряду тварин, але ні в кого з них справа не зайшла так далеко, як у бразильських печерних сіноїдів.

## Ресурси Інтернету
- Вікісховище має мультимедійні дані за темою: Сіноїди
- Psocoptera (Insecta): World Catalogue and Bibliography [Архівовано 27 квітня 2014 у Wayback Machine.] — ресурс, присвячений таксономії сіноїдів
- psocodea.org [Архівовано 11 січня 2014 у Wayback Machine.] — сайт присвячений сіноїдам, пухоїдам і вошам

## Виноски
1. ↑  Словник зоологічної номенклатури. Ч. 3: Назви безхребетних тварин: Проект / Уклад. І. Щоголів, С. Паночіні. – К.: ДВУ, 1928. – 186 с.
2. ↑  Зоология беспозвоночных, Т. 2: от артропод до иглокожих и хордовых, под ред. В. Вестхайде и Р. Ригера. М.: Т-во научных изданий КМК, 2008, 422 с.
3. ↑   Zhang, Z.-Q.  / Zhang, Z.-Q. (Chief Editor & Founder) // Zootaxa. — Magnolia Press, 2013. — Vol. 3703, no. 1. — P. 17-26. — ISSN 1175-5326. — ISBN 978-1-77557 - 248-0 ( paperback ) ISBN 978-1-77557-249-7 (online edition ).
4. ↑   Robert G. Foottit, Peter H. Adler. {{{Заголовок}}}. — Blackwell Publishing Ltd, 2009. — С. 31. — ISBN 978-1-4051-5142-9.
5. ↑  Bess, E., Smith, V., Lienhard, C., Johnson, K. P. (2006). Psocodea. Parasitic Lice (=Phthiraptera), Book Lice, and Bark Lice на tolweb.org (англ.) (Перевірено 22 вересня 2010)
6. ↑  Lienhard, C., Smithers, C. N. (2002). Psocoptera (Insecta): World Catalogue and Bibliography. Instrumenta Biodiversitatis 5. Muséum d'histoire naturelle, Genève. Перечень семейств и родов с указанием числа видов (англ.) (Перевірено 22 вересня 2010)
7. ↑  Марков А. У пещерных насекомых самцы и самки поменялись ролями  [Архівовано 27 квітня 2014 у Wayback Machine.]